# Cantone di Malestroit
Il Cantone di Malestroit era una divisione amministrativa dell'arrondissement di Vannes.
È stato soppresso a seguito della riforma complessiva dei cantoni del 2014, che è entrata in vigore con le elezioni dipartimentali del 2015.
Comprendeva i comuni di:
- Bohal
- Caro
- La Chapelle-Caro
- Lizio
- Malestroit
- Missiriac
- Monterrein
- Le Roc-Saint-André
- Ruffiac
- Saint-Abraham
- Saint-Guyomard
- Saint-Marcel
- Saint-Nicolas-du-Tertre
- Sérent